# Kučkovi
Kučkovi (Carcharhiniformes), red riba (morskih pasa) razreda Elasmobranchii ili prečnoustih, koljeno Chordata, koji obuhvaća 8 porodica s preko 270 vrsta. 

## Porodice
- Carcharhinidae Jordan & Evermann, 1896, plavetne psine
- Hemigaleidae Hasse, 1878
- Leptochariidae Gray, 1851
- Pentanchidae Smith, 1912
- Proscylliidae Compagno, 1984
- Pseudotriakidae Gill, 1893
- Scyliorhinidae Gill, 1862, Mačkovke
- Sphyrnidae Bonaparte, 1840, Mlatovke
- Triakidae Gray, 1851 Mekaši

- Carcharhinus falciformis
- Chaenogaleus macrostoma

## Vanjske poveznice
|  | Zajednički poslužitelj ima još gradiva o temi Carcharhiniformes |
|  | Wikivrste imaju podatke o taksonu Carcharhiniformes             |